# Mont-Saint-Sulpice
Mont-Saint-Sulpice és un municipi francès, situat al departament del Yonne i a la regió de Borgonya - Franc Comtat. L'any 2007 tenia 777 habitants.

## Demografia

### Població
El 2007 la població de fet de Mont-Saint-Sulpice era de 777 persones. Hi havia 316 famílies, de les quals 76 eren unipersonals (24 homes vivint sols i 52 dones vivint soles), 116 parelles sense fills, 108 parelles amb fills i 16 famílies monoparentals amb fills.
La població ha evolucionat segons el següent gràfic:
Habitants censats

### Habitatges
El 2007 hi havia 412 habitatges, 315 eren l'habitatge principal de la família, 62 eren segones residències i 35 estaven desocupats. 396 eren cases i 9 eren apartaments. Dels 315 habitatges principals, 262 estaven ocupats pels seus propietaris, 46 estaven llogats i ocupats pels llogaters i 7 estaven cedits a títol gratuït; 1 tenia una cambra, 16 en tenien dues, 47 en tenien tres, 80 en tenien quatre i 171 en tenien cinc o més. 221 habitatges disposaven pel capbaix d'una plaça de pàrquing. A 129 habitatges hi havia un automòbil i a 161 n'hi havia dos o més.

### Piràmide de població
La piràmide de població per edats i sexe el 2009 era:
| Homes | Edats   | Dones |
| ----- | ------- | ----- |
| 0     | 95 o +  | 0     |
| 0     | 90 a 94 | 4     |
| 8     | 85 a 89 | 20    |
| 4     | 80 a 84 | 12    |
| 16    | 75 a 79 | 16    |
| 0     | 70 a 74 | 36    |
| 20    | 65 a 69 | 8     |
| 12    | 60 a 64 | 12    |
| 20    | 55 a 59 | 8     |
| 32    | 50 a 54 | 28    |
| 28    | 45 a 49 | 28    |
| 48    | 40 a 44 | 48    |
| 20    | 35 a 39 | 28    |
| 32    | 30 a 34 | 28    |
| 12    | 25 a 29 | 8     |
| 24    | 20 a 24 | 8     |
| 16    | 15 a 19 | 36    |
| 36    | 10 a 14 | 32    |
| 28    | 5 a 9   | 16    |
| 8     | 0 a 4   | 20    |

## Economia
El 2007 la població en edat de treballar era de 514 persones, 404 eren actives i 110 eren inactives. De les 404 persones actives 384 estaven ocupades (209 homes i 175 dones) i 20 estaven aturades (4 homes i 16 dones). De les 110 persones inactives 52 estaven jubilades, 26 estaven estudiant i 32 estaven classificades com a «altres inactius».

### Ingressos
El 2009 a Mont-Saint-Sulpice hi havia 342 unitats fiscals que integraven 838,5 persones, la mediana anual d'ingressos fiscals per persona era de 19.856 €.

### Activitats econòmiques
Dels 12 establiments que hi havia el 2007, 1 era d'una empresa alimentària, 3 d'empreses de construcció, 2 d'empreses de comerç i reparació d'automòbils, 2 d'empreses de transport, 3 d'empreses d'hostatgeria i restauració i 1 d'una empresa de serveis.
Dels 5 establiments de servei als particulars que hi havia el 2009, 1 era un paleta, 1 guixaire pintor, 2 fusteries i 1 restaurant.
Dels 2 establiments comercials que hi havia el 2009, 1 era una botiga de més de 120 m² i 1 una botiga de menys de 120 m².
L'any 2000 a Mont-Saint-Sulpice hi havia 16 explotacions agrícoles.

## Equipaments sanitaris i escolars
El 2009 hi havia una escola elemental.

## Poblacions més properes
El següent diagrama mostra les poblacions més properes.